# Gottfrid Larsson

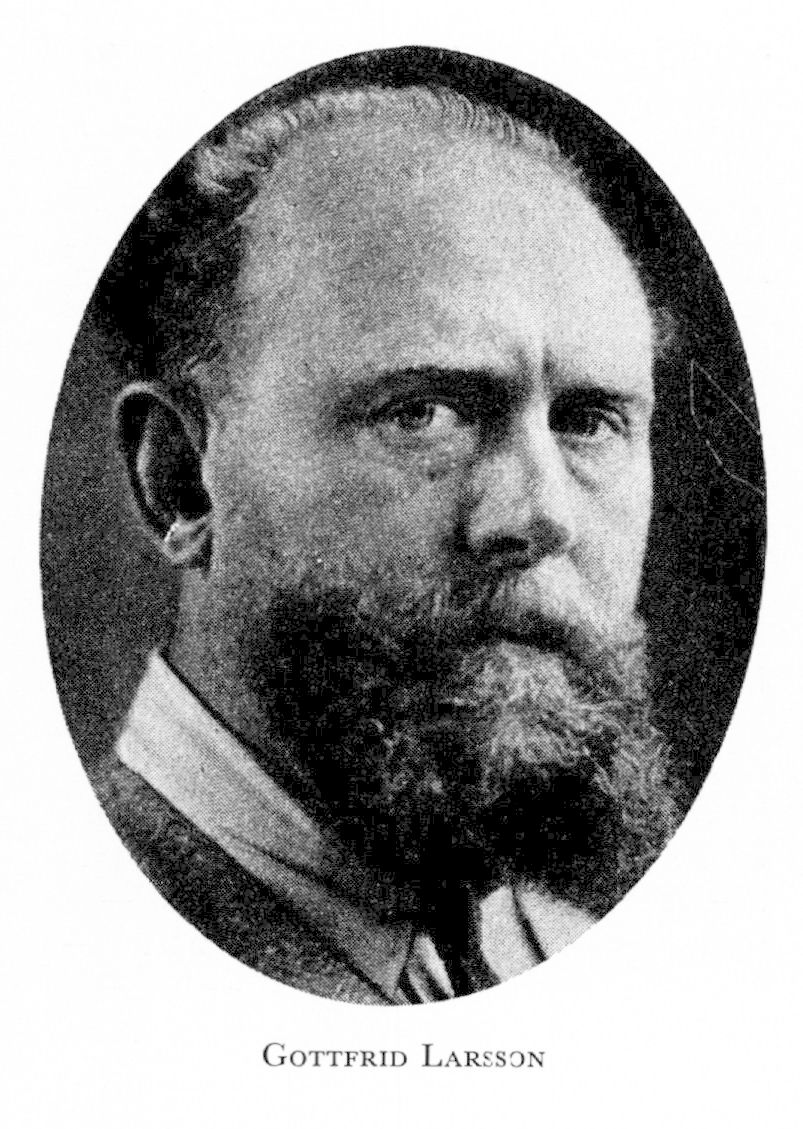
Gottfrid Larsson

Julius Gottfrid Andreas Larsson (* 21. November 1875 in Vallerstad  bei Skänninge, Östergötland, Schweden; † 24. Dezember 1947 in Stockholm) war ein schwedischer Bildhauer.

## Leben
Larssons Vater war der Bauer Anders Larsson.
Mit 14 Jahren kam Larrson nach Norrköping in Östergötland, wo er von 1889 bis 1895 an der Technischen Abendschule Holzschnitzerei studierte und als Holzschnitzer arbeitete. Er zog 1895 nach Stockholm und studierte dort bis 1899 an der technischen Hochschule Tekniska skolan, der Vorgängerin der Kunsthochschule Konstfack. 1900 erhielt er ein Reisestipendium von der Svenska Slöjdföreningen (Schwedische Vereinigung für Werkkunst) und dem Kommerskollegium (staatliche Behörde für Außenhandel), wonach er von 1900 bis 1902 sein Studium  an der Académie Colarossi in Paris fortsetzten konnte. 
1905 wirkte er bei der künstlerischen Gestaltung des im Jugendstil gehaltenen Gebäudes des Königlichen Dramatischen Theaters in Stockholm mit (schwedisch Kungliga Dramatiska Teatern, kurz Dramaten). Hier arbeitete er vor allem mit dem Bildhauer Carl Milles zusammen. Danach setzte Larsson sein Studium 1905 bis 1906 in München fort und verbrachte die Jahre von 1906 bis 1907 in Italien, hier besonders in Florenz.
Mit einem großen Stipendium der Kungliga Konsthögskolan Stockholm (Königliche Akademie der freien Künste Stockholm) setzte er sein Studium in Frankreich fort, wo er in den Jahren von 1908 bis 1913 vor allem in Paris lebte, aber auch England, Deutschland, Belgien und die Niederlande besuchte. Während seiner Zeit in Paris befreundete er andere schwedische Künstler wie Erik Tryggelin (1878–1962) und David Wallin (1876–1957). Der Pariser Éditeur d’art (Verleger bzw. Herausgeber von Kunstartikeln) Arthur Goldscheider zeigte auf dem Salon der Société Nationale des Beaux-Artes eine von Larsson entworfene Bacchantenstatuette mit Tintenfass sowie den Beleuchtungskörper Le Vice fuyant la lumière aus Gips. 1911 heiratete Larrson in Paris die Norwegerin Karen Sofie Waaler.

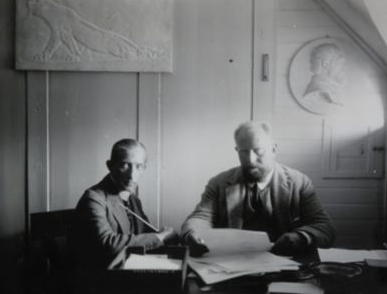
Gottfrid Larsson und Edward Berggren in ihrer Kunstschule, Stockholm 1924.

1913 kehrte Larsson nach Stockholm zurück. 1920 gründete er hier zusammen mit seinem Kunsthochschulkommilitonen und Freund, dem Maler und Grafiker Edward Berggren (1876–1961), eine Malschule.
Gottfrid Larsson nahm an zahlreichen Ausstellungen teil, unter anderem 1908 in Sankt Petersburg, 1909 in München, 1915 in San Francisco und 1916 in Stockholm. 1935 stellte Gottfrid Larsson gemeinsam mit dem schwedischen Künstler und Designer Arthur Percy (1886–1976) im Stockholmer Konstnärshuset aus.
Gottfrid Larsson starb an Heiligabend 1947 in Stockholm. Er wurde auf dem Friedhof der Kirche von Vallerstad zur letzten Ruhe gelegt.
In Vadstena befindet sich das Skulpturenmuseum Gottfrid Larsson gården. Nach Gottfrid Larssons Tod 1947 kaufte seine Frau Karen den ehemaligen Möllergården, benannte ihn nach ihrem Ehemann und schenkte ihn 1953 der Gemeinde Vadstena samt der aus 125 Skulpturen bestehenden Sammlung. 1979 wurde der Garten für die Öffentlichkeit geöffnet.

## Werke (Auswahl)

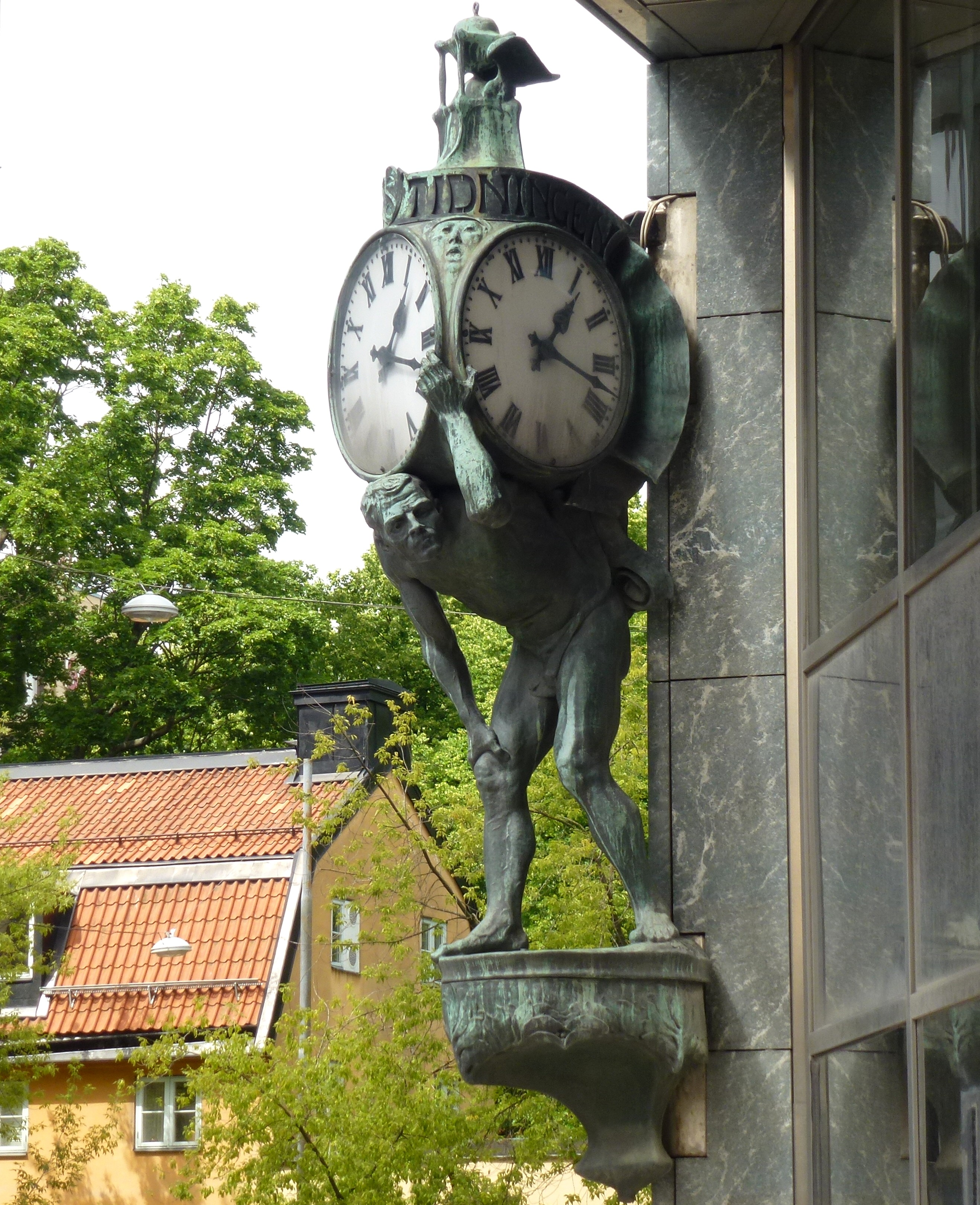
Linderoths Uhr an der Straße Klara Södra kyrkogata in Stockholm.
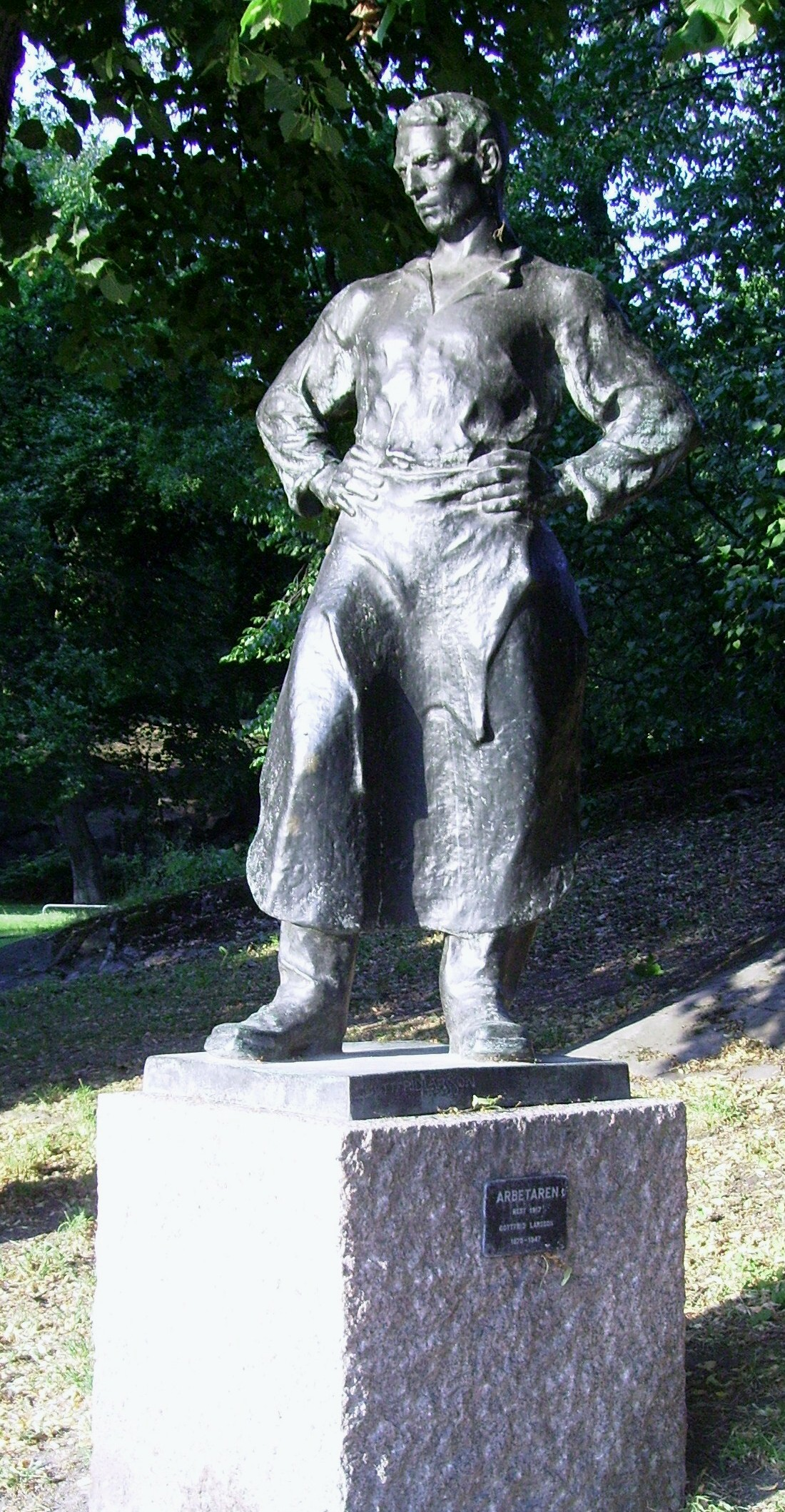
Arbeiter von 1917, Stockholm.
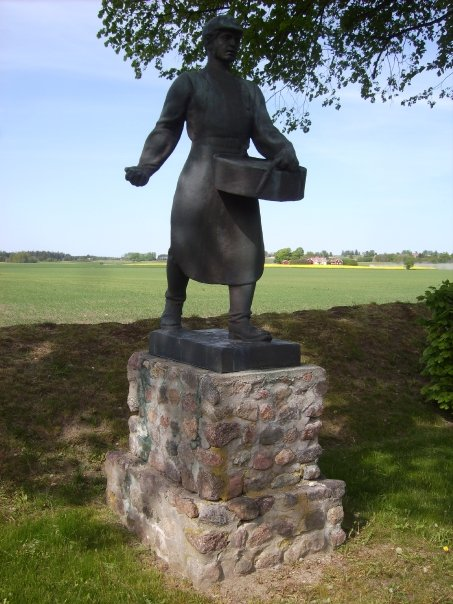
Sämann auf dem Friedhof von Vallerstad, Östergötland.
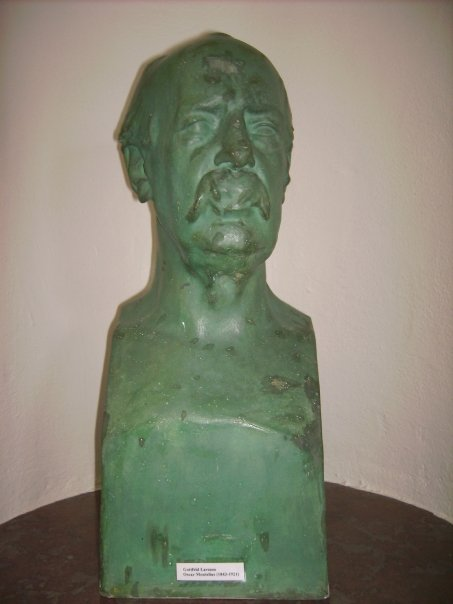
Büste des Oscar Montelius im Rathaus von Skänninge, Östergötland.

- Mörkret flyr ljuset (Die Dunkelheit flieht vor dem  Licht), Paris 1902
- Kyssen (Der Kuss), Bronze
- Toskanska (Frau aus der Toskana), Marmor
- Carl Robert Lamm und dessen Ehefrau Dora Lamm, Porträt Büsten, Marmor
- Gammal florentinare (Alter Mann aus Florenz), Marmor
- Florentinskt original (Florence Character), Granit
- Brutal kraft (Brutale Kraft), Büste, Bronze
- Vid källan (Zum Frühling), Marmor
- Min moder (Meine Mutter), Marmor
- Oscar Montelius, Büste, schwarzer Granit
- Valsverksarbetare (Arbeiter im Walzwerk), 1909. Södra folkparken, Stockholm seit 1924
- Man och kvinna (Mann und Frau), 1920
- Sjöjungfru och sjöhästar (Meerjungfrau mit Seepferden), 1920. Brunnen in Järnvägsparken in Linköping
- Såningsmannen (Der Sämann), 1946. Universität Uppsala.